# Donji Dubac
Donji Dubac (en serbe cyrillique : Доњи Дубац) est un village de Serbie situé dans la municipalité de Lučani, district de Moravica. Au recensement de 2011, il comptait 411 habitants.

## Démographie
| 1948 | 1953 | 1961 | 1971 | 1981 | 1991 | 2002 | 2011 |
| ---- | ---- | ---- | ---- | ---- | ---- | ---- | ---- |
| 843  | 932  | 972  | 906  | 807  | 601  | 526  | 411  |

|  |